# Jean Kilbourne
Jean Kilbourne (Junction City, 4 gennaio 1943) è un'ex modella, regista cinematografica, scrittrice e attivista statunitense, nota come pioniera della critica pubblicitaria femminista e sostenitrice dell'alfabetizzazione mediatica. Negli anni '70 era una delle tre oratrici più richieste nei campus universitari del Nord America.
Il suo documentario del 1979, Killing Us Softly, è stato utilizzato in diversi campi accademici, dalla psicologia alla comunicazione, per diversi decenni. Nel 2019, Jennifer Pozner ha affermato che i suoi punti sono più convincenti che mai.

## Primi anni
La Kilbourne è nata a Junction City, nel Kansas. Sua madre morì quando aveva 9 anni e lei crebbe a Hingham, nel Massachusetts. Iniziò a fumare all'età di 13 anni. Ha dichiarato a Deseret News che smettere è stata la cosa più difficile che abbia mai fatto. Si è diplomata alla Hingham High School nel 1960.

## Formazione e carriera
La Kilbourne ha conseguito un Bachelor of Arts in Inglese presso il Wellesley College e un Master of Arts e un Dottorato in Educazione presso la Boston University.
All'epoca della sua laurea al Wellesley, per le donne era difficile trovare lavoro. La Kilbourne dovette lavorare come cameriera e come modella mentre frequentava la scuola di segreteria per trovare lavoro nel suo campo. Ha descritto il suo lavoro come modella come "distruttivo per l'anima", denunciando una cultura di molestie sessuali. In seguito ottenne un lavoro alla BBC come segretaria. Nel 1969 iniziò a insegnare alla Norwell High School. Dopo aver conseguito un master, insegnò all'Emerson College fino al 1975.
Nel 1968 vide un annuncio pubblicitario di Ovulen 21, una pillola anticoncezionale che diceva di funzionare "nel modo in cui una donna pensa, nei giorni della settimana" invece che in base al ciclo mestruale, con immagini di vari compiti stereotipati di una casalinga. Ha dichiarato che quella pubblicità le cambiò la vita. Iniziò ad osservare gli schemi delle pubblicità che vedeva e le ritagliava per appenderle sul frigorifero di casa. Ha detto di aver notato una tendenza di pubblicità avvilenti per le donne e alcune erano “scioccamente violente”. Ha quindi spostato la sua carriera dall'insegnamento al mondo accademico e all'educazione del pubblico su come i media influenzano la società.
All'inizio della sua carriera di studiosa, la Kilbourne ha esplorato il legame tra la pubblicità e diversi problemi della salute pubblica, tra cui la violenza contro le donne, i disturbi alimentari e le dipendenze, e ha lanciato un movimento per promuovere l'alfabetizzazione mediatica come metodo per prevenire questi problemi. Un'idea che si discostava notevolmente dal pensiero comune dell'epoca, ma da allora questo approccio è diventato comune e parte integrante della maggior parte dei programmi di prevenzione. Ha testimoniato due volte davanti al Congresso degli Stati Uniti e ha fornito consulenza a due Direttori Generali degli Stati Uniti sull'impatto di Joe Camel, una mascotte dei cartoni animati delle sigarette Camel, sui bambini e su altre pubblicità riguardanti l'alcol e la rappresentazione delle donne. In particolare, ha affermato che la pubblicità perpetua ideali irrealistici e irraggiungibili e crea una cultura di violenza nei confronti delle donne, che vengono oggettivizzate e disumanizzate. Secondo lei le dipendenze sono uno strumento politico.
Ha partecipato al documentario Miss Representation del 2011.

## Accoglienza e impatto sul pubblico
Negli anni '70 il lavoro della Kilbourne è stato pionieristico nel criticare la crescente tendenza dei pubblicitari a oggettificare le donne, che oggi rappresenta un campo di battaglia della critica femminista ai media. Secondo The New York Times e The Boston Globe, la Kilbourne è stata tra i tre relatori più popolari nei campus universitari, intervenendo in più della metà delle università e dei college dell'America del Nord. Il suo libro del 2000, Can't Buy My Love, è stato premiato con il Distinguished Publication Award dell'Association for Women in Psychology.
Nel 2015 è stata inserita nella National Women's Hall of Fame.
Nel 2019, 40 anni dopo l'uscita del suo documentario Killing Us Softly, Jennifer Pozner, direttrice dell'organizzazione Women in Media & News, ha dichiarato: "Il punto principale della Kilbourne, che la pubblicità crea un ambiente culturale tossico in cui l'oggettivazione sessuale, la sottomissione fisica e la banalizzazione intellettuale delle donne hanno una profonda risonanza psicologica e politica, è più convincente che mai". La serie è stata ampiamente utilizzata nei campi della psicologia sociale, degli studi di genere e degli studi sulla comunicazione a partire dagli anni Ottanta.

### Critica
Nell'articolo del 2006 “Market Feminism: The Case for a Paradigm Shift” di Linda M. Scott, Still Killing Us Softly del 1987 è stato criticato in quanto quasi un duplicato del film originale del 1979.
Un documento del 2012 che chiedeva di cambiare i materiali didattici nell'ambito degli studi sulle donne per includere i tipi di corpo androgini e le donne transgender ha criticato il lavoro della Kilborne affermando che “trascurando di riconoscere o criticare gli accoppiamenti dominanti di corpi e generi, la Kilbourne è in grado di capovolgere ordinatamente i termini del binario da lei stabilito” e che “l'assenza di questa critica è collegata alla sua incapacità di interrogare i modi in cui la categoria di donna è costruita insieme a una serie di altre categorie identitarie” come la razza.

## Documentari e pubblicazioni

### Filmografia
- Killing Us Softly 4: Advertising’s Image of Women (2010)
- Deadly Persuasion: Advertising & Addiction (2004)
- Spin the Bottle: Sex, Lies, & Alcohol (2004)
- Killing Us Softly 3: Advertising’s Image of Women (2000)
- The End of Education (con Neil Postman, 1996)
- Slim Hopes: Advertising & the Obsession with Thinness (1995)
- Sexual Harassment: Building Awareness on Campus (1995)
- The Killing Screens: Media and the Culture of Violence (1994)
- Pack of Lies: The Advertising of Tobacco (1992)
- Advertising Alcohol: Calling the Shots (2° edizione) (1991)
- Still Killing Us Softly: Advertising’s Image of Women (1987)
- Calling the Shots: Advertising Alcohol (1982)
- Killing Us Softly: Advertising’s Image of Women (1979)

### Pubblicazioni
- Jean Kilbourne e Diane E. Levin, So sexy so soon: the new sexualized childhood, and what parents can do to protect their kids, New York, Ballantine Books, 2008, ISBN 9780345505071.
- Jean Kilbourne, Can't buy my love: how advertising changes the way we think and feel, New York, Simon & Schuster, 2000, ISBN 9780684866000.

Pubblicato originariamente come Deadly Persuasion da Simon & Schuster nel 1999, ha vinto il Distinguished Publication Award dell'Association for Women in Psychology.

## Vita privata
La Kilbourne ha frequentato Ringo Starr negli anni '60 mentre viveva a Londra. Durante la scuola di specializzazione ha avuto una relazione con lo scrittore Jerzy Kosinski, che ha definito “la più importante della sua vita”. In seguito ha incontrato il poeta Thomas Lux mentre lavorava alla Emerson. Si sposò ed ebbe un figlio prima di divorziare. Lux è morto nel 2017.